# No n'esperis massa de la fi del món
No n'esperis massa de la fi del món (romanès: Nu aștepta prea mult de la sfârșitul lumii) és una pel·lícula de comèdia negra satírica absurdista del 2023 escrita i dirigida per Radu Jude. És protagonitzada per Ilinca Manolache amb les interpretacions secundàries de Nina Hoss i Uwe Boll. És una coproducció entre Romania, Croàcia, França i Luxemburg. S'ha doblat i subtitulat al català.
La pel·lícula es va estrenar a la competició principal del Festival de Cinema de Locarno de 2023, on va rebre el reconeixement de la crítica, i el Premi Especial del Jurat. Es va projectar més tard al Festival Internacional de Cinema de Toronto i al Festival de Cinema de Nova York. Va ser seleccionada com a candidata romanesa a la categoria del millor llargmetratge internacional per als 96ns Premis Oscar el 8 de setembre de 2023.